# 讀者劇場
讀者劇場的英文為Reader's Theater，或是Readers Theater、Readers Theatre、Reader's Theatre、Readers' Theatre，這些名稱都是通用的，意指朗讀者的劇場。
在美國，讀者劇場(Reader's Theater)也被稱為室內劇場(Chamber Theatre)、朗讀劇場(Interpreters Theatre)、講台劇場(Platform Theatre)、團體朗讀(Group Reading)、多部朗讀(Multiple Reading)、舞台朗讀(Staged Reading)，或是協力朗讀(Concert Reading)等。不論讀者劇場的英文名稱為何，讀者劇場在許多方面都被用來當作是促進學生學習的有效方法。在國外尤其用來輔助閱讀困難的學生，提供有效的學習策略，並且藉此呈現文學不同的面向。
教師們喜歡利用讀者劇場來引導學生以戲劇演練的方式學習，主要的原因也就是讀者劇場最大的特色-它不是死背劇本、不需要製作道具、省去租借戲服的成本和麻煩，也不需要場景佈置，只要教室內的一個小空間，學生們便可以自成舞台隨時演練 。
Flynn(2004)認為讀者劇場是「一個團體使用綵排的方式，以大聲的朗讀來表現一個文本或是劇本，而非死記台詞。」讀者劇場並沒有企圖在文本呈現時把劇本藏起來，反之，表演者在朗讀時手裡可以拿著劇本；或是將劇本放在譜架上，放在表演者前面。參與讀者劇場的人可能分配到個人朗誦或是團體的合誦，朗誦時是強調將文字由口中表達出來，其他表現如：朗讀的聲音表情(vocal expression)和手勢，而非在舞台上的肢體表演和走位(blocking)。Neill Dixon，Davies，Politano (1996) 和Jo Worthy & Prater (2002)解釋讀者劇場是「使用最少的道具和肢體動作，並且將重點放朗讀者如何透過她們的朗讀來詮釋文本的意思」，相對於其他精緻的表演，讀者劇場比起耗費甚鉅、只為特殊節慶而訓練的戲劇來說更適合於一般課堂上練習。
讀者劇場在教育現場可以被視為正式演出前的半成品，但它注重的是學習者學習的過程和反覆的練習，並不是強調表演的成果。比起戲劇，這種戲劇形式的練習蘊含了更多教育的意義在其中。如今台灣更是借重讀者劇場的形式在外語教學上有不錯的應用。

## 讀者劇場怎麼教
讀者劇場的運作大致可分為四個階段：
階段一：準備
準備的目的是為參予者形成一個適當的劇本，確保參與者彼此都能透過討論瞭解文本的意思。
1. 選擇一個大約5-15分鐘的故事或是一小節故事，文本必須符合參與者的程度與需要。
2. 分析文本內容，然後全部或是分組討論故事裡每小段落的意思。
3. 將文本依不同的參與者定出旁白與人物角色，並重寫劇本，修改部分文句以符合參與者的語言與閱讀能力(Diane L. Massy,1999 )[8]:
3.1記錄下文本的主要事件。3.2確認作者的目的。3.3定義作者所寫的最重要的句子。3.4刪除其他不是關鍵的文句和結果。
4. 將角色以不同顏色標記。
5. 指派參予者符合他程度的角色。
6. 讓參予者以不同顏色的筆註明他們的台詞，並粗略唸過一次。
7. 決定讀者劇場呈現的地點。

階段二：綵排
階段三：評量
階段四：表演

## 讀者劇場的劇本與相關資源
劇本下載：
- https://web.archive.org/web/20080820013208/http://playbooks.com/free.shtml
- https://web.archive.org/web/20100808131132/http://www.storycart.com/scripts_free.php
- http://www.scriptsforschools.com/（页面存档备份，存于）
- http://www.thebestclass.org/rtscripts.html（页面存档备份，存于）
- http://www.storiestogrowby.com/script.html（页面存档备份，存于）
- http://www.teachingheart.net/readerstheater.htm（页面存档备份，存于）

相關資源：

## 資料來源
1. 1 2  Aaron Shepard (2004). Readers on stage. Publisher: Shepard Publications.
2. ↑  張文龍， Dixon, N. (2007). 讀者劇場：建立戲劇與學習的連線舞台. 台北: 財團法人成長文化基金會.
3. ↑  Aaron Shepard (1994). Teaching reading. The reading teacher,48,2,184-186.
4. 1 2  Jo Worthy & Prater (2002). The intermediate grades. The reading teacher,56,3,294-297.
5. ↑  Rosalina M. Flynn (2004). Curriculum-based Readers Theatre: Setting the stage for reading and retention. The reading teacher,58,4,360-365.
6. 1 2  Neill Dixon & Davies & Politano(1996) Learning with Readers Theatre.Manitoba:Peguis.
7. ↑  鄒文莉，許美華. (2009). 讀者劇場－最佳的英語補救教學法. 台北: 三民.
8. ↑  Diane L. Massy(1999) from the web site: http://www.jalt-publications.org/tlt/articles/1999/10/massey （页面存档备份，存于）